# Cerbero (astronomia)

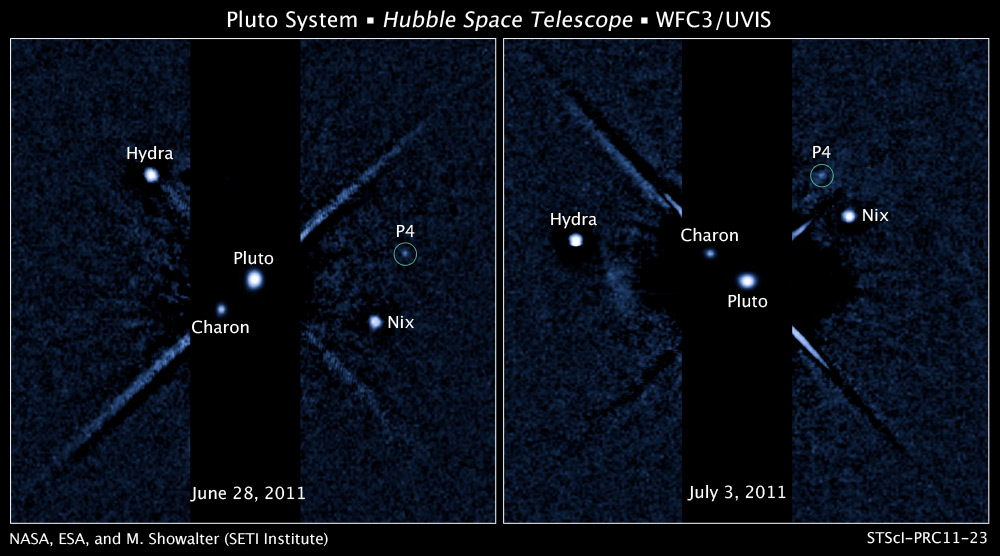
Kerberos, all'epoca della sua scoperta evidenziato come P4

Cerbero, ufficialmente noto come Kerberos e precedentemente conosciuto come P4 o S/2011 (134340) 1, è un satellite naturale di Plutone, la sua scoperta è stata annunciata il 20 luglio 2011. È la quarta luna conosciuta di Plutone. Prende nome da Cerbero, il cane tricefalo a guardia dell'Ade.
La scoperta è avvenuta tramite immagini riprese dalla Wide Field Camera 3 del telescopio spaziale Hubble, che nel 2011 era puntato sul sistema di Plutone alla ricerca di anelli che avrebbero potuto compromettere la missione della New Horizons durante il fly-by, previsto quattro anni più tardi.

## Denominazione
La convenzione per la denominazione dei satelliti di Plutone è quella di scegliere nomi legati al dio Plutone e al mondo sotterraneo della mitologia classica. Il team di scoperta doveva proporre un nome formale all'Unione Astronomica Internazionale; essendo già noti tre satelliti di Plutone, Cerbero e Stige furono provvisoriamente chiamati "P4" e "P5". Il leader del gruppo Mark Showalter e il SETI Institute avviarono nel 2013 un sondaggio online affinché il pubblico potesse esprimere alcune preferenze su nomi comuni da attribuire ai nuovi satelliti. I partecipanti potevano scegliere un nome da un elenco di nomi mitologici legati al dio Plutone o proporre altri nomi.
Dopo l'annuncio iniziale, William Shatner, l'attore che interpreta il capitano James T. Kirk nel franchise di Star Trek, propose i nomi Vulcano e Romolo per i due nuovi satelliti scoperti, riferendosi al dio del fuoco Vulcano (nipote di Plutone) e Romulus (in latino, il fondatore di Roma), ma anche ai pianeti immaginari Vulcano e Romulus dell'universo di Star Trek.
Dopo il tweet di Shatner, Vulcano è stato il nome che ha ottenuto il maggior numero di voti, mentre Cerberus (il cane che custodisce gli inferi di Plutone) è arrivato secondo e Styx (l'eponima dea fluviale degli inferi) fu la terza scelta del pubblico. I nomi vincitori furono inviati all'Unione Astronomica Internazionale, tuttavia, l'UAI rigettò il nome Vulcano per non essere un dio degli inferi e perché quel nome era già stato scelto per designare un ipotetico pianeta situato all'interno dell'orbita di Mercurio, oltre a dare il nome anche alla classe degli asteroidi vulcanoidi.
Il 2 luglio 2013, l'UAI ha annunciato l'approvazione dei nomi Styx per P5 e Kerberos per P4, preferendo, per quest'ultimo, usare la dizione greca Kerberos, invece del latino Cerberus, così da evitare confusione con l'asteroide 1865 Cerberus.

## Parametri orbitali
Le osservazioni indicano un'orbita circolare equatoriale attorno al baricentro del sistema Plutone-Caronte a una distanza di 57783 km. Tutte le lune di Plutone, incluso Kerberos, hanno orbite molto circolari con inclinazioni orbitali molto basse rispetto all'equatore di Plutone. Kerberos orbita tra Notte e Idra e compie un'orbita completa attorno a Plutone all'incirca ogni 32,167 giorni.
Il suo periodo orbitale è vicino a una risonanza orbitale di 1:5 con Caronte con una discrepanza temporale dello 0,7% circa. Come con le risonanze vicine tra Notte o Idra e Caronte (1:4 e 1:6, rispettivamente), determinare quanto questa relazione sia vicina a una vera risonanza richiederà una conoscenza più accurata dell'orbita di Kerberos, in particolare del suo tasso di precessione.

## Caratteristiche fisiche
Cerbero è formato da una struttura a doppio lobo, che ricorda quella di altri corpi del Sistema solare, come la cometa 67P/Churyumov-Gerasimenko e l'asteroide 486958 Arrokoth.
I dati suggeriscono dimensioni di circa 12 km lungo l'asse maggiore e 4,5 km lungo l'asse minore. È la seconda luna più piccola di Plutone dopo Stige. Il range di diametro è stato calcolato ipotizzando un range tipico di albedo di 0,06 - 0,35.